# ローラン・サガール
ローラン・サガール（Laurent Sagart、1951年生まれ）はフランスの言語学者。
中国語の方言と歴史、および東アジア諸言語の親縁関係に関する研究で知られる。

## 生涯
サガールはパリで生まれた。1977年に香港の崇謙堂村で話される客家語の音韻の研究でパリ第七大学の第三課程博士の学位を得た。その後、北京語言学院と南京大学に留学した。1990年には贛語の研究でエクス＝マルセイユ第一大学の国家博士の学位を得た。
1980年以降パリ東洋言語文化大学およびフランス社会科学高等研究院で教え、1996年からはフランス国立科学研究センター内の東アジア言語研究センター(CRLAO)教授(directeur de recherche)をつとめている。

## 業績
サガールの研究分野は多岐にわたる。
1. 中国語方言の研究。とくに客家語と贛語。
2. 上古中国語の研究。上古音の分野では鄭張尚芳やウィリアム・バクスターの研究を高く評価し、バクスターと多くの共同研究を行っている。とくに上古中国語の形態論の研究が多い。
3. 中国語と周辺の言語の間の古い借用語の研究。
4. シナ・オーストロネシア語族(Sino-Austronesian)の提唱。1990年以降、サガールは上古中国語とオーストロネシア語族の間に親縁関係があるという説を主張している。

## 主要な著作
バクスターとの共著についてはウィリアム・バクスターを参照。
- Phonologie du dialecte Hakka de Sung Him Tong (粉嶺崇謙堂客家話語音系統). Paris: Langages croisés. (1982)

パリ大学の博士論文をもとにした著作。
- “A List of Sung Him Tong Hakka words of dubious etymology”. Cahiers de linguistique - Asie orientale 11 (2):  69-86. (1982).

崇謙堂方言のうちの漢字で書けない語彙の一覧。
- Les dialectes Gan: Études sur la phonologie et le lexique d'un groupe de dialectes chinois (贛方言研究). Paris: Langages croisés. (1993). ISBN 2909003191

エクス＝マルセイユ大学の博士論文をもとにした著作。贛語の研究。
- “Chinese and Austronesian: Evidence for a genetic relationship”. Journal of Chinese Linguistics 21:  1-62. (1993). JSTOR 23756126.
- “Austronesian Final Consonants and the Origin of Chinese Tones”. Oceanic Linguistics Special Publications 24:  47-59. (1993). JSTOR 20006747.
- “Proto-Austronesian and Old Chinese Evidence for Sino-Austronesian”. Oceanic Linguistics 33 (2):  271-308. (1994). JSTOR 3623130.

上古中国語とオーストロネシア語族の親族関係に関する論文。
- Sagart, Laurent (1999), “The origin of Chinese tones”, in Kaji, Shigeki, Proceedings of the symposium Cross-Linguistic Studies of Tonal Phenomena: Tonogenesis, Typology, and Related Topics, 東京外国語大学アジア・アフリカ言語文化研究所, pp. 91-103, ISBN 4872977491
- The Roots of Old Chinese. John Benjamins. (1999). ISBN 1556199619

古代中国語の単語家族と形態論の研究。中国語訳：龔群虎 訳『上古漢語的詞根』上海教育出版社、2004年。
翻訳:
- Zhengzhang, Shangfang (2000). The Phonological System of Old Chinese. Collection des cahiers de linguistique - Asie Orientale. 5. Paris: École des hautes études en sciences sociales, Centre de Recherches Linguistiques sur l'Asie Orientale. ISBN 2910216047